# Mesosemia hesperina
Mesosemia hesperina is een vlindersoort uit de familie van de prachtvlinders (Riodinidae), onderfamilie Riodininae.
Mesosemia hesperina werd in 1874 beschreven door Butler.